# تد هنکوک
تد هنکوک (انگلیسی: Ted Hancock؛ زادهٔ) بازیکن فوتبال اهل بریتانیا است.
از باشگاه‌هایی که در آن بازی کرده‌است می‌توان به باشگاه فوتبال برنلی، باشگاه فوتبال لینکولن سیتی، باشگاه فوتبال لوتون تاون، باشگاه فوتبال لیورپول، و باشگاه فوتبال نورتویچ ویکتوریا اشاره کرد.